# Luis Vega
Pour les articles homonymes, voir Véga (homonymie).
Luis Vega (né le 16 juillet 1960) est un mathématicien espagnol, qui s'intéresse notamment aux équations aux dérivées partielles. 

## Formation et carrière
Vega a étudié à l'université complutense de Madrid où il obtient son baccalauréat universitaire en 1982 et il obtient son doctorat en 1988 à l'université autonome de Madrid (UAM) sous la direction d'Antonio Barba (« El multiplicador de Shrödinger la función maximal y los operadores de restricción »). En tant que chercheur post-doctoral, il était Instructeur Dickson à l'université de Chicago. Il a enseigné jusqu'en 1993, à l'UAM (professeur assistant), puis à l'université du Pays basque, où en 1995 il obtient une pleine chaire. Il est directeur scientifique du Basque Center for Applied Mathematics (BCAM).
De 2000 à 2008, il était régulièrement professeur invité à l'université de Californie à Santa Barbara. En 1988 et en 1997, il a été membre du Mathematical Sciences Research Institute (MSRI). En 2004, il était à l'Institute for Advanced Study et il a été professeur invité à Paris (université de Paris 12 et 13, à l'École normale supérieure, à l'École polytechnique, à l'Institut Henri-Poincaré), à l'université de Cergy-Pontoise, à Pise (Centre Ennio de Giorgio, université de Pise) et à l'université de Washington. 

## Travaux
Luis Vega est co-rédacteur en chef du Journal of Evolution Equations et du Journal of Fourier Analysis and its Applications et rédacteur en chef de La Revista Matemática Iberoamericana (depuis 2011).

## Prix et distinctions
Il est fellow de l'American Mathematical Society. Il a reçu en 2012 le prix Euskadi de Investigación et en 2015, la médaille Blaise Pascal (de). En 2006, il a été conférencier invité au Congrès international des mathématiciens à Madrid (The initial value problem for nonlinear Schrödinger equations).

## Sélection de publications
- avec Carlos Kenig, G. Ponce, « Smoothing effects and local existence theory for the generalized nonlinear Schrödinger equations », Invent. Math., vol. 134, 1998, p. 489–545
- avec L. Escauriaza, Kenig, Ponce, « Uniqueness properties of solutions to Schrödinger equations », Bull.Amer. Math. Soc., vol. 49, 2012, p. 415–442, en ligne